# Жешув-Главный
Жешув-Главный (пол. Rzeszów Główny) — пассажирская и грузовая железнодорожная станция в городе Жешув, в Подкарпатском воеводстве Польши. Имеет 3 платформы и 5 путей. Относится по классификации к категории B, т.е. обслуживает от 1 до 2 миллионов пассажиров ежегодно.
Станция была построена под названием «Жешув» (пол. Rzeszów) на линии Галицкой железной дороги имени Карла Людвига (Краков — Тарнув — Жешув — Пшемысль — Львов — Красное — Тернополь — Подволочиск) в 1858 году, когда город Жешув был в составе Королевства Галиции и Лодомерии.

Нынешнее название станция носит с 2008 года.
- Платформа 2, направление Тарнув